# Bộ Chính trị Đảng Cộng sản Trung Quốc khóa XIII

### Đại hội Đảng Cộng sản Trung Quốc lần thứ 13
| Đại hội Đảng Cộng sản Trung Quốc lần thứ 13 (1987) | Đại hội Đảng Cộng sản Trung Quốc lần thứ 13 (1987) | Đại hội Đảng Cộng sản Trung Quốc lần thứ 13 (1987)                                          | Đại hội Đảng Cộng sản Trung Quốc lần thứ 13 (1987)                                                            |
| Thứ tự                                             | Tên                                                | Chức vụ Đảng và Nhà nước                                                                    | Ghi chú khác                                                                                                  |
| -------------------------------------------------- | -------------------------------------------------- | ------------------------------------------------------------------------------------------- | --- |
| 1                                                  | Vạn Lý                                             | Ủy viên Trưởng Ủy ban Thường vụ Nhân Đại                                                    | |
| 2                                                  | Điền Kỷ Vân                                        | Phó Thủ tướng                                                                               | |
| 3                                                  | Kiều Thạch                                         | Bí thư Trung ương Đảng Bí thư Ban Kiểm tra Kỷ luật Trung ương                               | Ủy viên thứ 3 Ban Thường vụ Bộ Chính trị                                                                      |
| 4                                                  | Giang Trạch Dân                                    | Bí thư Thượng Hải→Tổng bí thư,Chủ tịch nước, Chủ tịch Quân ủy Trung ương                    | Tại hội nghị Trung ương 4 là Ủy viên thứ 1 Ban Thường vụ Bộ Chính trị                                         |
| 5                                                  | Lý Bằng                                            | Tổng lý Quốc vụ Viện                                                                        | Ủy viên thứ 2 Ban Thường vụ Bộ Chính trị                                                                      |
| 6                                                  | Lý Thiết Ánh                                       | Ủy viên Quốc vụ Viện                                                                        | |
| 7                                                  | Lý Thụy Hoàn                                       | Thị trưởng Thiên Tân→Bí thư Trung ương Đảng                                                 | Tại Hội nghị Trung ương 4 bổ sung Ủy viên thứ 6 Ban Thường vụ Bộ Chính trị                                    |
| 8                                                  | Lý Tích Minh                                       | Bí thư Thị ủy Bắc Kinh                                                                      | |
| 9                                                  | Dương Nhữ Đại                                      | Bí thư Tỉnh ủy Tứ Xuyên                                                                     | |
| 10                                                 | Dương Thượng Côn                                   | Chủ tịch nước Phó chủ tịch quân ủy                                                          | |
| 11                                                 | Tăng Bổ                                            | Phó chủ tịch Quân ủy Trung ương                                                             | |
| 12                                                 | Ngô Học Khiêm                                      | Phó Thủ tướng                                                                               | |
| 13                                                 | Tống Bình                                          | Trưởng ban Tổ chức Trung ương →Bí thư Trung ương Đảng                                       | Tại Hội nghị Trung ương 4 bổ sung Ủy viên thứ 5 Ban thường vụ Bộ Chính trị                                    |
| 14                                                 | Triệu Tử Dương                                     | Tổng Bí thư Phó Chủ tịch Quân ủy Trung ương                                                 | Ủy viên thứ 1 Ban Thường vụ Bộ Chính trị (Tại Hội nghị Trung ương 4 bãi nhiệm Ủy viên Thường vụ Bộ Chính trị) |
| 15                                                 | Hồ Khải Lập                                        | Bí thư Trung ương Đảng                                                                      | Ủy viên thứ 4 Ban Thường vụ Bộ Chính trị (Tại Hội nghị Trung ương 4 bãi nhiệm Ủy viên Thường vụ Bộ Chính trị) |
| 16                                                 | Hồ Diệu Bang                                       |                                                                                             | Mất năm 1989 khi đang là Ủy viên Bộ Chính trị dẫn tới Sự kiện Thiên An Môn                                    |
| 17                                                 | Diêu Y Lâm                                         | Phó Thủ tướng thứ nhất Bí thư Trung ương Đảng (tại hội nghị Trung ương 4)                   | Ủy viên thứ 5 Ban Thường vụ Bộ Chính trị (Tại Hội nghị Trung ương 4 Ủy viên thứ 4 Ban Thường vụ Bộ Chính trị) |
| 18                                                 | Tần Cơ Vĩ                                          | Ủy viên Quốc vụ Bộ trưởng Bộ Quốc phòng                                                     | |
| Ủy viên Dự khuyết                                  |                                                    |                                                                                             | |
| Thứ tự                                             | Tên                                                | Chức vụ Đảng và Nhà nước                                                                    | Ghi chú khác                                                                                                  |
| 1                                                  | Đinh Quan Căn                                      | Bí thư Trung ương Đảng (tại hội nghị Trung ương 5), Trưởng ban Công tác Mặt trận Trung ương | |